# Костел Найсвятішої Трійці (Мінськ)
Костел Найсвятішої Трійці ((біл. Касьцёл Найсьвяцейшай Тройцы)також відомий як Костел Св. Роха) — римсько-католицька церква в Мінську на Золотій Гірці. Сучасного вигляду набув у 1861–1864 роках — замість дерев'яного. Перший костел на цьому місці було збудовано в XIV столітті на кошті Ягайло.

## Галерея

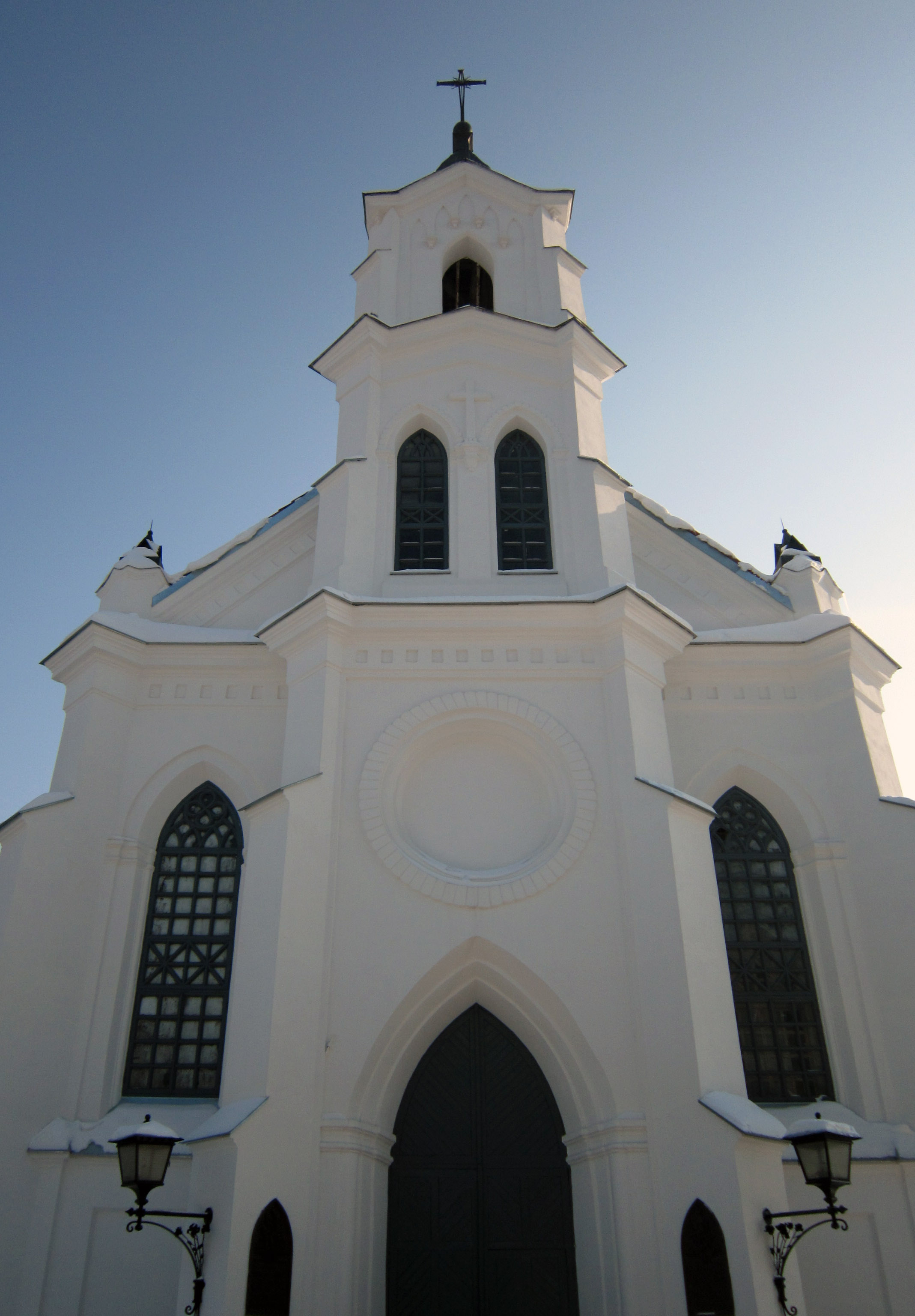
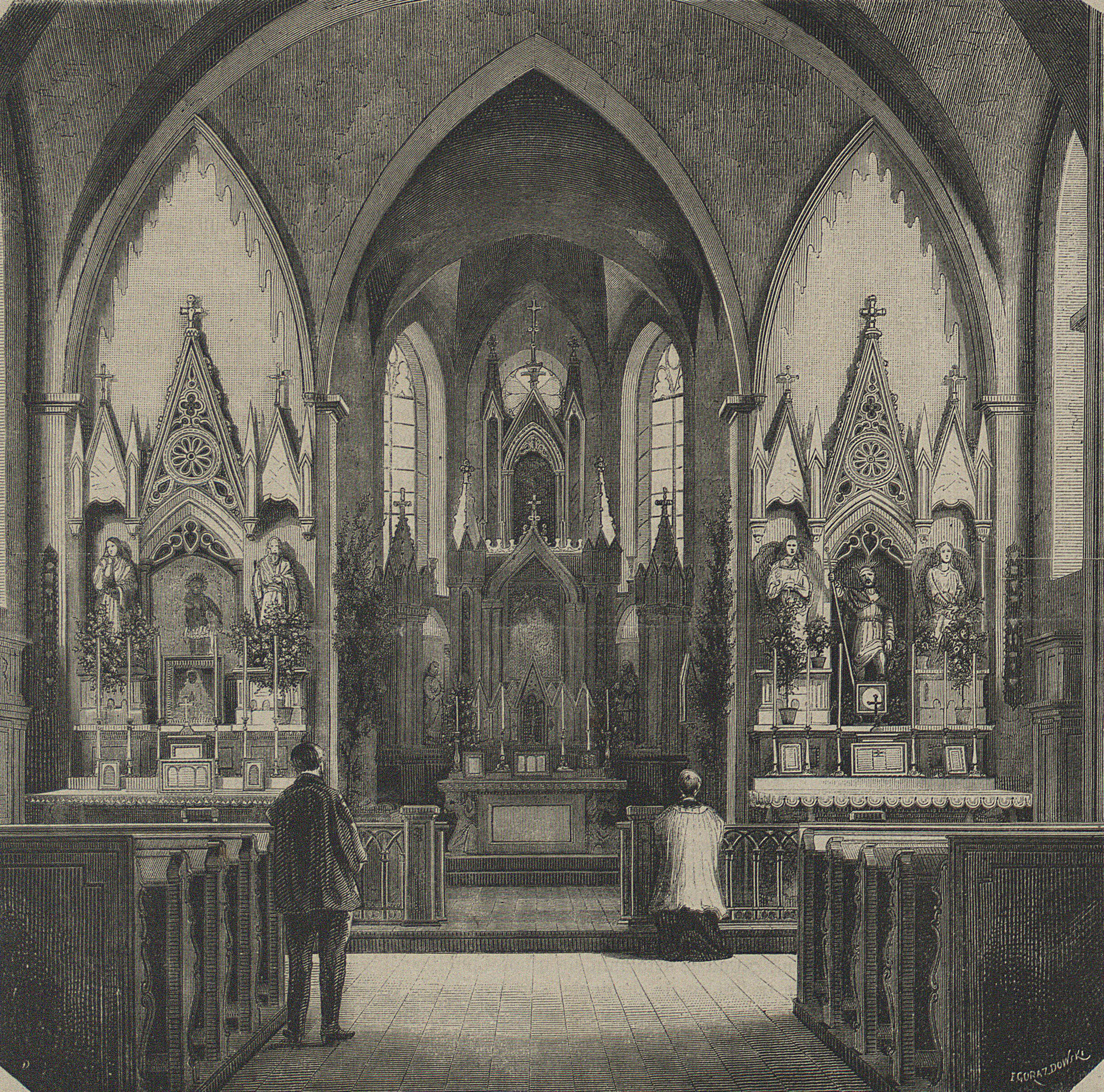
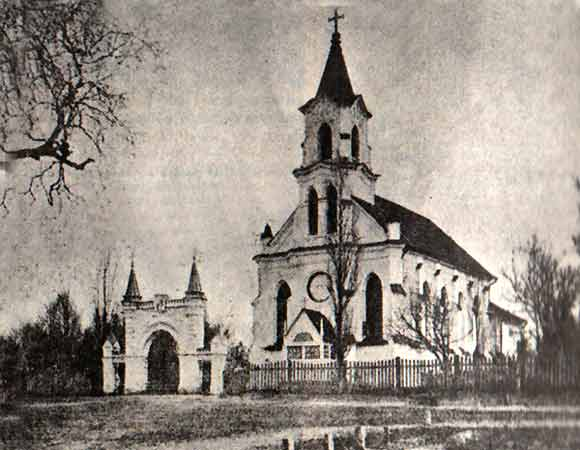
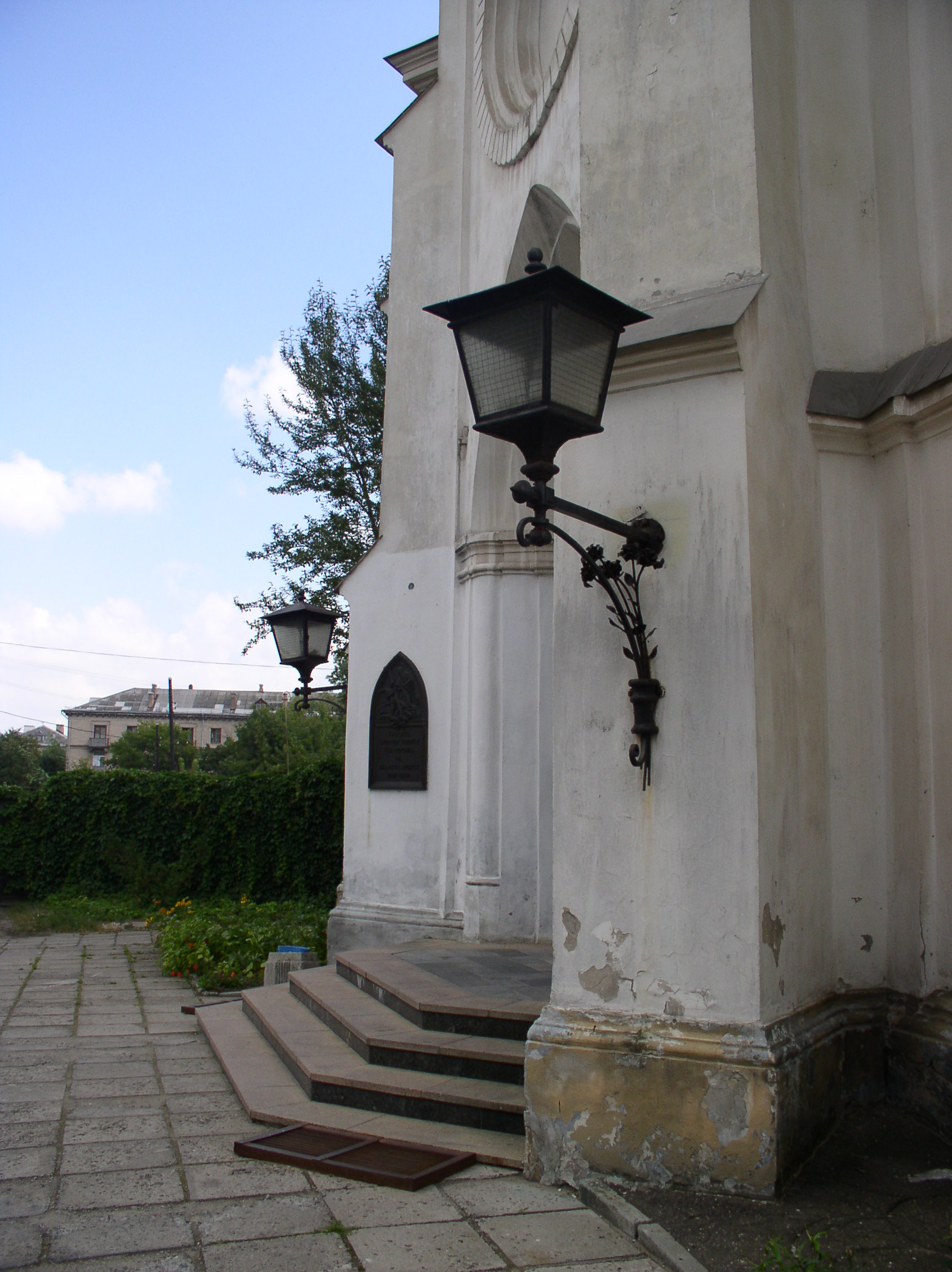